# Fermat (musik)
Fermat (med betoning på a:et) är en musikalisk term som i notskrift anges med en punkt med en båge över. Fermat betyder att noten under tecknet ska hållas ut längre än notvärdet avser. Normalt kan man anta att notvärdet skall multipliceras med en faktor på 3.